# Karl Ernst August von der Groeben
Karl Ernst August von der Groeben (* 6. Februar 1750 in Zamzow, Kreis Saatzig, Hinterpommern; † 27. Januar 1809 in Ostrowo, Herzogtum Warschau) war ein preußischer Generalmajor.

## Leben

### Herkunft
Seine Eltern waren der Rittmeister im Husarenregiments „von Kleist“ Joachim Heinrich von der Groeben (* 9. Juli 1705; † 25. Juli 1768) und dessen Ehefrau Luise Henriette Sophie, geborene Freiin von Hünicke (* 20. Februar 1718; † 25. Januar 1772).

### Militärlaufbahn
Groeben kam am 1. März 1764 als Fahnenjunker in das Dragonerregiment „Alt-Württemberg“ der Preußischen Armee. Dort stieg er am 1. Juni 1766 zum Fähnrich und am 12. Juni 1769 zum Sekondeleutnant auf. Am 9. April 1778 wurde Groeben Generaladjutant des Regimentschefs Karl Erdmann von Reitzenstein. Er nahm dann am Bayrischen Erbfolgekrieg teil und avancierte am 7. Juli 1779 zum Premierleutnant. Ab dem 27. April 1785 war er Stabshauptmann, am 28. Mai 1789 Major und am 16. Dezember Eskadronchef. 1794 kämpfte er während des Feldzuges in Polen in der Schlacht bei Rawka und dem Gefecht bei Warschau. Dafür erhielt Groeben am 8. Juni 1794 den Orden Pour le Mérite. 
Am 6. Februar 1797 wurde er zum Kommandeur des Dragonerregiments „von Bieberstein-Pilchowsky“ ernannt. In dieser Eigenschaft stieg er am 11. Juli 1798 zum Oberstleutnant und am 20. Mai 1800 mit Patent vom 8. Juli 1800 zum Oberst auf. Groeben erhielt am 8. April 1806 seine Demission als Generalmajor mit einer jährlichen Pension von 600 Talern. Nach dem verlorenen Krieg konnten die Pensionen vom Staat nicht weiter gezahlt werden. Groeben erhielt daraufhin am 9. Februar 1808 die Mitteilung, dass die Überweisung der Pension nicht erfolgen könne, solange der Feind im Land stehe. Er starb am 27. Januar 1809 in Ostrowo.

### Familie
Groeben heiratete am 5. Juni 1781 Dorothea Auguste Sophie von Podewils (* 1761; † 6. September 1785), geschiedene von Reitzenstein. Sie war die Tochter des Generals Friedrich Wilhelm von Podewils. Das Paar hatte folgende Kinder:
- August Karl Wilhelm (* 4. Mai 1784; † 21. Februar 1813), Rittmeister a. D., 6. Majoratsherr auf Neudörfchen
- Ernestie Friederike (* 1785; † 28. April 1840)

⚭ 1798 N.N. von Aschenbach, Herr auf Pinkotschine bei Miltisch
⚭ 1817 Joachim Kasimir Alexander Graf von Malza(h)n (* 24. Juni 1764; † 2. Juli 1850)
Nach dem Tod seiner ersten Frau heiratete er 1787 Friederike Luise Henriette von Platen (* 1760; † 18. Februar 1804). Das Paar hatte mehrere Kinder, darunter:
- Charlotte Friederike Auguste (* 1. November 1787; † 19. Oktober 1871) ⚭ Christian Heinrich von Warnery (1763–1818)[1], Rittmeister im Husaren-Regiment Nr. 4, Sohn von Charles-Emmanuel de Warnery
- Antoinette Henriette (* 31. Mai 1792; † 3. März 1864) ⚭ Adolf von Frankenberg und Proschlitz (* 11. Juli 1774; † 4. Oktober 1818)[2], Rittmeister im Husaren-Regiment Nr. 4, Schwiegersohn: Generalmajor Otto Ferdinand Schimmelpfennig von der Oye (1794–1869)
- Johann Karl Ernst (* 15. August 1793; † 16. Oktober 1813), gefallen in der Völkerschlacht bei Leipzig, 7. Majoratsherr auf Neudörfchen
- Sophie Juliane (* 12. November 1795; † 1854) ⚭ Karl Schmidt (* 1. Dezember 1773) (geadelt als Schmidt von Düringsfeld)[3]
  - Ida von Reinsberg-Düringsfeld (* 12. November 1815; † 25. Oktober 1876), Schriftstellerin ⚭ 1845 Otto von Reinsberg (* 12. Mai 1823; † 26. Oktober 1876), Eltern von  ?